# ピロリシン
ピロリシン (pyrrolysine) は、遺伝的にコードされたアミノ酸の1種で、数種のメタン産生古細菌や1種の脱塩素化細菌で使われていることが知られている。構造はリシンと似ているが、側鎖の末端にピロリン環が付加している。特別なコドンによってコードされ、特異的なtRNAとアミノアシルtRNAシンセテースによって作られる。22番目のタンパク質を構成するアミノ酸と考えられている。
国際純正・応用化学連合と国際生化学・分子生物学連合による共同命名委員会では、公式にPylという3文字表記、Oという1文字表記を勧告している。

## 構造
X線結晶構造解析及びMALDI質量分析の結果によると、ピロリシンは4-メチルピロリン-5-カルボン酸がリシンのN末端とアミド結合した構造をしている。

## 触媒作用
付加したピロリン環は、いくつかのメチルトランスフェラーゼの活性部位に取り込まれ、比較的自由に回転することができ、コリノイド補因子が作用しやすくするためにメチルアミンのメチル基を正しい場所に配置し、広げる作用を持っていると考えられている。提案されているモデルでは、近接するグルタミン酸残基のカルボキシル基がプロトン付加され、このプロトンがイミン環の窒素原子に転移されて、隣接する環の炭素原子が露出し、メチルアミンによる求核付加反応が起きるとされている。この反応で生じた正の電荷を持つ窒素原子は、続いて脱プロトン化したグルタミン酸と作用し、環の配向が変化してメチルアミン由来のメチル基を活性部位に向ける。この過程で、正味のCH3+は、酸化数がIからIIIに変わって補因子のコバルト原子に移る。その後メチルアミン由来のアンモニアが解離し、元のイミンに戻る。

## コドン
ヒドロキシリシンやメチルリシン、ヒプシン等の翻訳後修飾を受けた他のリシン誘導体とは異なり、ピロリシンはタンパク質を構成する20種のアミノ酸と同様にコドンから翻訳される。通常の生物では終止コドンとなっているUAGの配列でmRNAにコードされている。これには、CUAアンチコドンで異常tRNAをコードするpylT遺伝子及びII型のアミノアシル-tRNAシンターゼをコードするpylS遺伝子の存在が必要である。UAGコドンの後には、ステム-ループ構造を作るPYLIS配列が続く。
このtRNA-aaRS対は、大腸菌のその他のシンターゼやtRNAとは独立であり、その後の過程にも比較的制約がない。そのため、タンパク質の官能基を自由に改変することができる魅力的なツールとなっている。